# Пинозеро (озеро, Кандалакшский район)
Пинозеро — озеро в южной части Кольского полуострова Мурманской области.
Озеро расположено в Кандалакшском (юго-восточная, бо́льшая часть) и Апатитском (северная часть) районах.
Площадь поверхности — 13,6 км². Высота над уровнем моря — 115 м. Ледостав в октябре, лёд сходит в мае.
Через озеро с севера на юг протекает река Нива, связывающая его с Кандалакшским заливом Белого моря. В Пинозеро впадают реки Тетюшкина (с юга, вытекает из озера Тетюшкино), река Крутая и ручей Крутой (впадают с востока).
На северном берегу озера расположен город Полярные Зори, на западном берегу деревня Пинозеро. В озере водятся многие виды рыб, такие как окунь, щука, сиг, форель, кумжа, хариус, корюшка, ряпушка, налим.

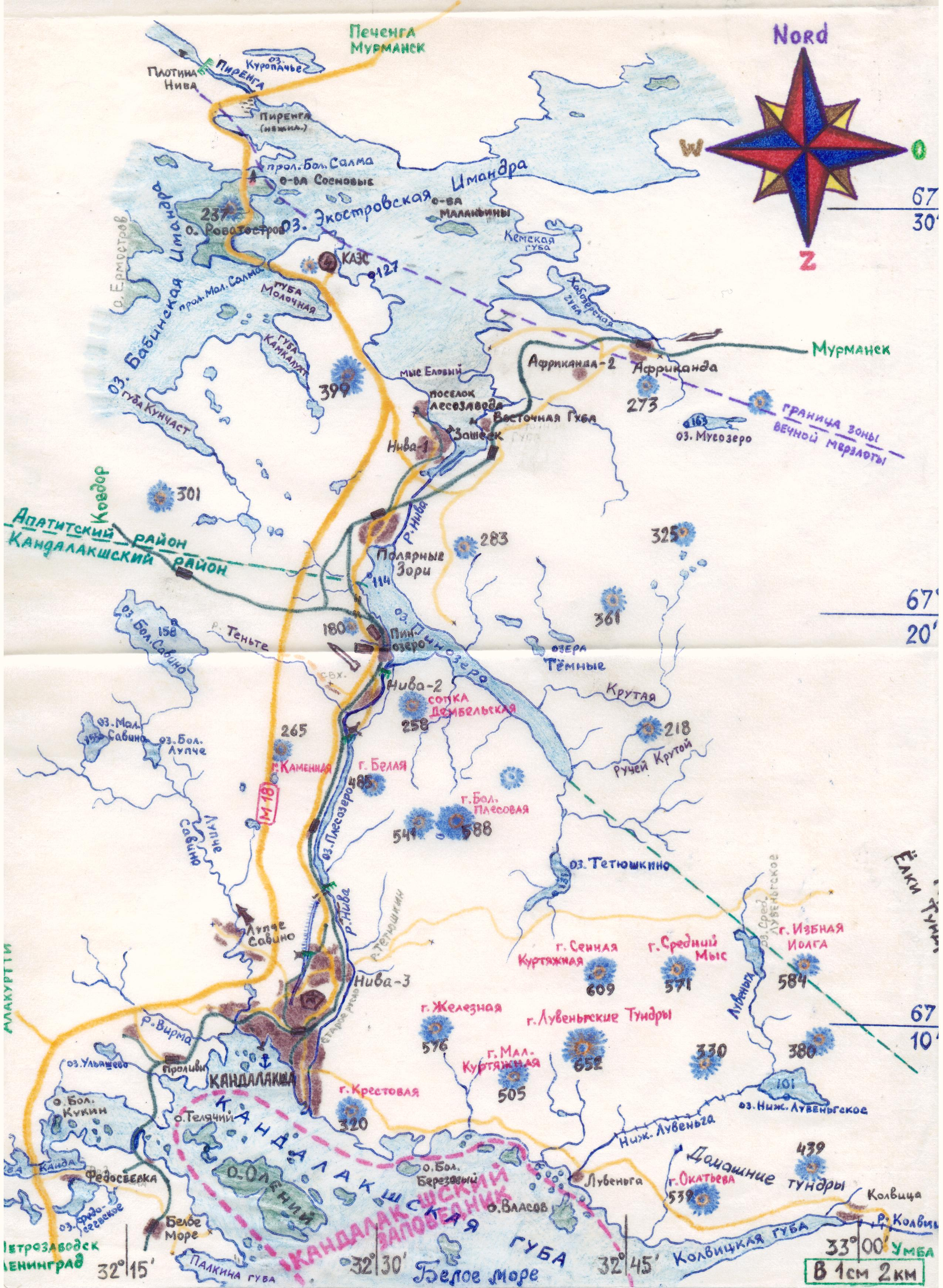
Пинозеро на карте